# Paul Schrader
Paul Joseph Schrader, född 22 juli 1946 i Grand Rapids, Michigan, är en amerikansk filmregissör och manusförfattare.
Schrader har skrivit manus till filmer som exempelvis Taxi Driver (1976), American Gigolo (1980) och Tjuren från Bronx (1980). Han har ofta samarbetat med Martin Scorsese.
Hollywoodikon nekar till anklagelser om sexuellt ofredande. Försökte kyssa sin mer än 50 år yngre assistent.

## Filmografi (i urval)
- 1976 – Taxi Driver (manus)
- 1977 – Rolling Thunder (manus)
- 1980 – American Gigolo (manus och regi)
- 1980 – Tjuren från Bronx (manus)
- 1982 – Cat People (regi)
- 1985 – Mishima – ett liv i fyra kapitel (manus och regi)
- 1988 – Kristi sista frestelse (manus)
- 1988 – Patty Hearst (regi)
- 1997 – Ont blod (manus och regi)
- 1999 – Bringing Out the Dead (manus)
- 1999 – Vendetta (manus och regi)
- 2002 – Auto Focus (regi)
- 2005 – Dominion: Prequel to the Exorcist (regi)
- 2007 – The Walker (manus och regi)
- 2014 – Dying of the Light (manus och regi)
- 2016 – Dog Eat Dog (regi)
- 2017 – First Reformed (manus och regi)
- 2021 – The Card Counter (manus och regi)